# 海针膜虫
海针膜虫（学名：Stylochlamydium aequale）为孔盘虫科针膜虫属的动物。分布于地中海以及中国东海等海域。